# Jacyr Francisco Braido
Jacyr Francisco Braido (ur. 17 kwietnia 1940 w Roca Sales) – brazylijski duchowny rzymskokatolicki, w latach 2000-2015 biskup Santos.

## Życiorys
Święcenia kapłańskie przyjął 22 lutego 1977. 22 lutego 1995 został prekonizowany biskupem koadiutorem Santos. Sakrę biskupią otrzymał 30 kwietnia 1995. 26 lipca 2000 objął urząd ordynariusza. 6 maja 2015 przeszedł na emeryturę.